# Mohammed Karim Lamrani

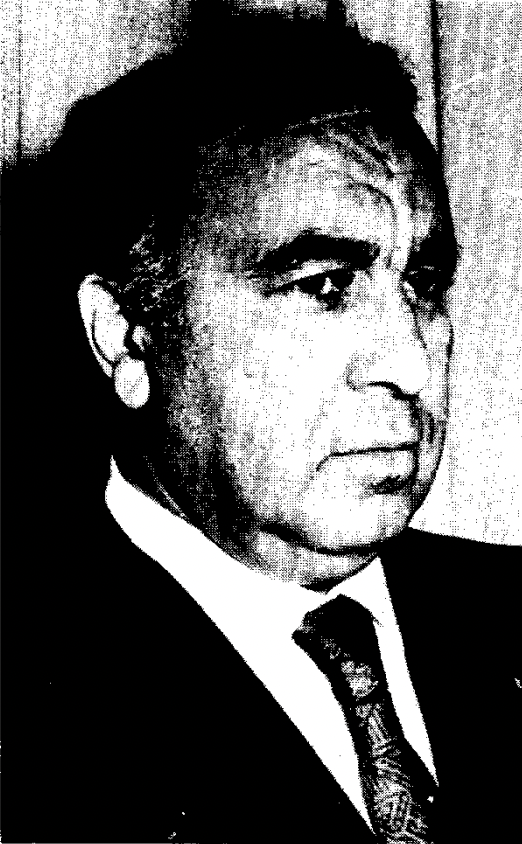
Mohammed Karim Lamrani

Mohammed Karim Lamrani (arabisch محمد كريم العمراني, DMG Muḥammad Karīm al-ʿAmrānī; * 1. Mai 1919 in Fès; † 20. September 2018 in Casablanca) war Premierminister von Marokko.
Lamrani wurde als Geschäftsmann in Marokko wohlhabend und fungierte als Wirtschaftsberater der marokkanischen Regierung.
Lamrani war vom 6. August 1971 bis zum 2. November 1972 Premierminister von Marokko. Eine zweite Amtszeit hatte er vom 30. November 1983 bis zum 30. September 1986. Eine dritte Amtszeit folgte am 11. August 1992 bis zum 25. Mai 1994. Lamrani war parteipolitisch unabhängig, da er kein Mitglied einer Partei war.
Beginnend 1967 war Karim Lamrani auch über mehr als 25 Jahre Generaldirektor des staatlichen Phosphatkonzerns Office Chérifien des Phosphates.
Die Renovierung einer Karawanserei (arabisch: Fondouk) aus dem Jahre 1711 am Platz Nejjarîn ("Schreiner-Platz") in Fès und die Einrichtung eines Holzmuseums in dieser ehemaligen Karawanserei (Musée des Arts et Métiers du bois - Musée Nejjarîn) wurde von der Stiftung "Fondation Mohammed Karim Lamrani" mit 25 Millionen Dirham finanziert.